# Madeline Zima
Madeline Rose Zima (født 16. september 1985) er en amerikansk skuespiller. Hun er mest kendt for rollen som Grace Sheffield i tv-serien Alletiders barnepige eller som den promiskuøse 16 år gamle pige Mia sammen med David Duchovny i tv-serien Californication.

## Biografi

### Tidlig liv
Zima blev født i New Haven, Connecticut af Marie og Dennis Zima. Hun har to søstre, Vanessa og Yvonne, begge to er skuespillere.

### Karriere
Hun spillede rollen "Grace Sheffield" i tv-serien Alletiders barnepige i seks år.  Zima er blevet kendt for sit arbejde i film som The Hand That Rocks the Cradle og for nylig for at have været med i Hilary Duff-filmen A Cinderella Story og Dimples, Looking for Sunday, Once in a Very Blue Moon og Legacy. 
I komplet kontrast til sine tidligere tv-roller, spillede Zima i 2007 en promiskuøs 16 år gammel pige og var med i sex-scener med David Duchovny i tv-serien Californication, som blev vist på tv-kanaler i Australia, Danmark (TV 2), Norge, Storbritannien og Holland. I serien spiller hun også sammen med andre skuespillere som Natascha McElhone, Madeleine Martin og Evan Handler.

## Filmografi
| År   | Filmtitel                                    | Rolle                       | Kommentarer  |
| ---- | -------------------------------------------- | --------------------------- | ------------ |
| 1992 | The Hand That Rocks the Cradle               | Emma Bartel                 |              |
| 1993 | The Last Supper                              | Holly                       |              |
| 1993 | Mr. Nanny                                    | Kate Mason                  |              |
| 1995 | The Nanny Christmas Special: Oy to the World | Stemmen til Grace Sheffield | Animation    |
| 1997 | 'Til There Was You                           | Gwen, 12 år gammel          |              |
| 1998 | Second Chances                               | Melinda Judd                |              |
| 1999 | The Secret Path                              | Jo Ann Foley                |              |
| 1999 | Lethal Vows                                  | Danielle Farris             |              |
| 2000 | The Sandy Bottom Orchestra                   | Rachel Green                |              |
| 2001 | The Big Leaf Tobacco Company                 | Girl nr 1                   |              |
| 2003 | Lucy                                         | Teen Lucy                   |              |
| 2004 | A Cinderella Story                           | Brianna                     |              |
| 2006 | Dimples                                      | Frances                     |              |
| 2006 | Looking for Sunday                           | Trisha                      |              |
| 2007 | Legacy                                       | Zoey Martin                 | I produktion |

## Tv-optrædener
| År        | Titel                         | Rolle                 | Episode(r)                                  |
| --------- | ----------------------------- | --------------------- | ------------------------------------------- |
| 1993      | Law & Order                   | Samantha Silver       | “Extended Family“                           |
| 1996      | JAG                           | Cathy Gold            | “Sightings“                                 |
| 1997      | Touched by an Angel           | Alexandra a.k.a. AllY | “Children of the Night “                    |
| 1993-1999 | The Nanny                     | Grace Sheffield       | 126 episodes                                |
| 1999      | Chicken Soup for the Soul     | Katie                 | “Starlight, Star Bright“                    |
| 2001      | King of the Hill              | voice                 | “Kidney Boy and Hamster Girl: A Love Story“ |
| 2001      | The Nightmare Room            | Alexis Hall           | “Full Moon Halloween “ + “School Spirit“    |
| 2001      | Gilmore Girls                 | Lisa                  | “Like Mother, Like Daughter“                |
| 2003      | 7th Heaven                    | Alice Miller          | “Go Ask Alice“                              |
| 2004      | Strong Medicine               | Pam                   | “Like Cures Like“                           |
| 2006      | 3 lbs.                        | Cassie Mack           | “Lost for Words“                            |
| 2006      | 30 Even Scarier Movie Moments | Herself               |                                             |
| 2007      | Ghost Whisperer               | Maddie Strom          | “Mean Ghost“                                |
| 2007      | Californication               | Mia                   | 12 episodes                                 |
| 2007      | Grey's Anatomy                | Marissa               | "Forever Young"                             |